# Ainur

Representación gráfica de las relaciones entre los ainur que aparecen en El Silmarillion.

Los ainur (que significa «sagrados» en quenya, singular: ainu) son seres espirituales que forman parte de la cosmogonía que creó J. R. R. Tolkien para sus obras acerca de la Tierra Media. Fueron los primeros seres vivientes creados por Ilúvatar, quien los originó a partir de su pensamiento. A pesar de que la mayoría de ellos permanecieron morando junto a Ilúvatar, varios de ellos descendieron a Eä (los Valar y los Maiar) para acabar de darle forma.
Carecen de forma corpórea innata, y están emparentados entre sí por las similitudes que tienen de acuerdo al pensamiento de su creador. El género sexual que tienen lo asumen cuando se manifiestan antropomórficamente, de acuerdo a su naturaleza. 
El más poderoso de ellos, Melkor, bajó a Eä queriendo hacerse con la Llama Imperecedera y así ser considerado «Señor» y «Creador». Corrompió a otros ainur para su causa (como a Sauron y los balrogs). Puesto que no pueden crear cosas propias, solo les queda corromper o destruir la obra de sus semejantes. Sin embargo, esto podría ser en realidad parte de la propia canción ideada por Eru, como él mismo apunta en El Silmarillion, cuando Melkor intenta destrozar la canción con su discordancia:

Y tú, Melkor, verás que ningún tema puede tocarse que no tenga en mí su fuente más profunda, y que nadie puede alterar la música a mi pesar. Porque aquel que lo intente probará que es sólo mi instrumento para la creación de cosas más maravillosas todavía, que él no ha imaginado.
— Ilúvatar en la «Ainulindalë», El Silmarillion